# Tripura
Tripura (Bengaals: ত্রিপুরা) is een deelstaat van India. De staat ligt in het noordoostelijke deel van het land en telt ruim 3,6 miljoen inwoners (2011). De hoofdstad van Tripura is Agartala. De belangrijkste gesproken talen zijn er het Bengaals en Kokborok. Een andere belangrijke taal is het Meitei (Manipuri).

## Geschiedenis
Tot de onafhankelijkheid van India was Tripura een vorstendom. Stammenkoningen regeerden honderden jaren over Tripura voor de samenvoeging met India in 1949. De hoofdstad van het koninkrijk was gelegen in Udaipur. De hoofdstad werd verplaatst, eerst naar Oud-Agartala en in de 19e eeuw naar het huidige Agartala. Als opstand tegen de koninklijke overheersing werd de beweging van Ganamukti Parishad gelanceerd. De beweging was succesvol en Tripura werd geïntegreerd in India. Op 1 november 1956 werd Tripura officieel een unieterritorium. In januari 1972 kreeg het de status van een volwaardige deelstaat.
De bevolking bestaat tegenwoordig voornamelijk uit Bengalen (de meesten als vluchtelingen uit Oost-Pakistan na de onafhankelijkheid) en de inheemse stammenbevolking. Aan het eind van de jaren zeventig ontstond een gewapend conflict in Tripura.

De acht districten van Tripura

## Geografie
Tripura heeft een oppervlakte van 10.486 km². Ter vergelijking is het grondgebied van België 2,9 keer groter.
Ten opzichte van de rest van India ligt Tripura zeer geïsoleerd; de staat wordt aan drie kanten (in het noorden, westen en zuiden) omsloten door Bangladesh. In het oosten en noordoosten grenst Tripura aan de Indiase deelstaten Assam en Mizoram, maar is hiermee slechts via twee wegen verbonden. De Bengalese divisies waar Tripura aan grenst zijn Sylhet bibhag (in het noordwesten) en Chittagong bibhag (in het westen en zuiden).
Tripura is gelegen in een bosrijk en heuvelachtig gebied. Van noord naar zuid liggen er in de staat vijf heuvelketens, met daartussen valleien.

## Bestuurlijke indeling
Tripura wordt bestuurlijk onderverdeeld in de volgende acht districten:
| - Dhalai - Gomati - Khowai - Noord-Tripura |  | - Sipahijala - Unakoti - West-Tripura - Zuid-Tripura |

## Politiek
Het parlement van Tripura hanteert, zoals de meeste Indiase deelstaten, een eenkamerstelsel. Deze wordt de Vidhan Sabha genoemd en telt 60 zetels. De parlementsverkiezingen vinden normaliter iedere vijf jaar plaats.
Tot 1977 werd Tripura geregeerd door de Congrespartij. Het Links Front, een politieke alliantie met als grootste partij de Communistische Partij van India (Marxistisch), regeerde van 1978 tot 1988, en keerde in 1993 terug als machtigste politieke blok. Van 1988 tot 1993 werd de staat geregeerd door een coalitie van de Congrespartij en Tripura Upajati Juba Samiti.
Na een regeerperiode van 25 jaar werd het Links Front bij de parlementsverkiezingen van februari 2018 verslagen door de Bharatiya Janata-partij, die een comfortabele meerderheid wist te behalen. CPI(M)-leider Manik Sarkar, die twintig jaar lang de chief minister van Tripura was geweest, moest hierop plaatsmaken voor Biplab Kumar Deb (BJP). De Congrespartij verloor bij deze verkiezingen al haar zetels.

### Gouverneurs
De gouverneur is hoofd van de deelstaat en wordt voor een termijn van vijf jaar aangewezen door de president van India. De rol van de gouverneur is hoofdzakelijk ceremonieel en de echte uitvoerende macht ligt bij de ministerraad, met aan het hoofd de chief minister.